# Nedap
Nedap (N.V. Nederlandsche Apparatenfabriek) ist ein 1929 gegründeter niederländischer Elektrokonzern, der unter anderem Systeme für Warensicherung, Zutrittskontrolle, intelligentes Lichtmanagement, automatisches Kennzeichnen und Identifizieren von Personen und von Objekten und Wahlcomputer herstellt.

## Nedap-Wahlcomputer
In den Niederlanden wählten über 90 % der Bürger mit Nedap-Wahlcomputern. Die niederländische Bürgerinitiative „Wij vertrouwen stemcomputers niet“ (Wir vertrauen Wahlcomputern nicht) demonstrierte am 5. Oktober 2006 im holländischen Fernsehsender Nederland 1 die Manipulierbarkeit einer Nedap-Wahlmaschine vom Typ ESD3B. Der Austausch des Steuerprogramms dauerte nur fünf Minuten und wäre von Wählern oder Wahlleitern nicht nachzuvollziehen. Später wurde diese Aktion in unter einer Minute wiederholt. Im September 2007 entzog das Innenministerium den Nedap-Wahlcomputern die Zulassung.
Im Frühjahr 2006 kam es zu einer Wahlfälschung bei den Kommunalwahlen in Landerd-Zeeland, Niederlande, bei der ein Nedap-Gerät vom Typ ES3B benutzt wurde.
Im Februar 2007 erhielt „Wij vertrouwen stemcomputers niet“ auf Grundlage des Informationsfreiheitsgesetzes mehrere Dokumente des Niederländischen Wahlausschusses. Diese zeigen, dass der Wahlausschuss befürchtet, ohne die Unterstützung von Nedap keine Wahl mehr durchführen zu können. Außerdem legt Nedap in einer E-Mail der Niederländischen Regierung nahe, das Unternehmen zu kaufen, andernfalls werde die nächste Wahl nicht mehr unterstützt.

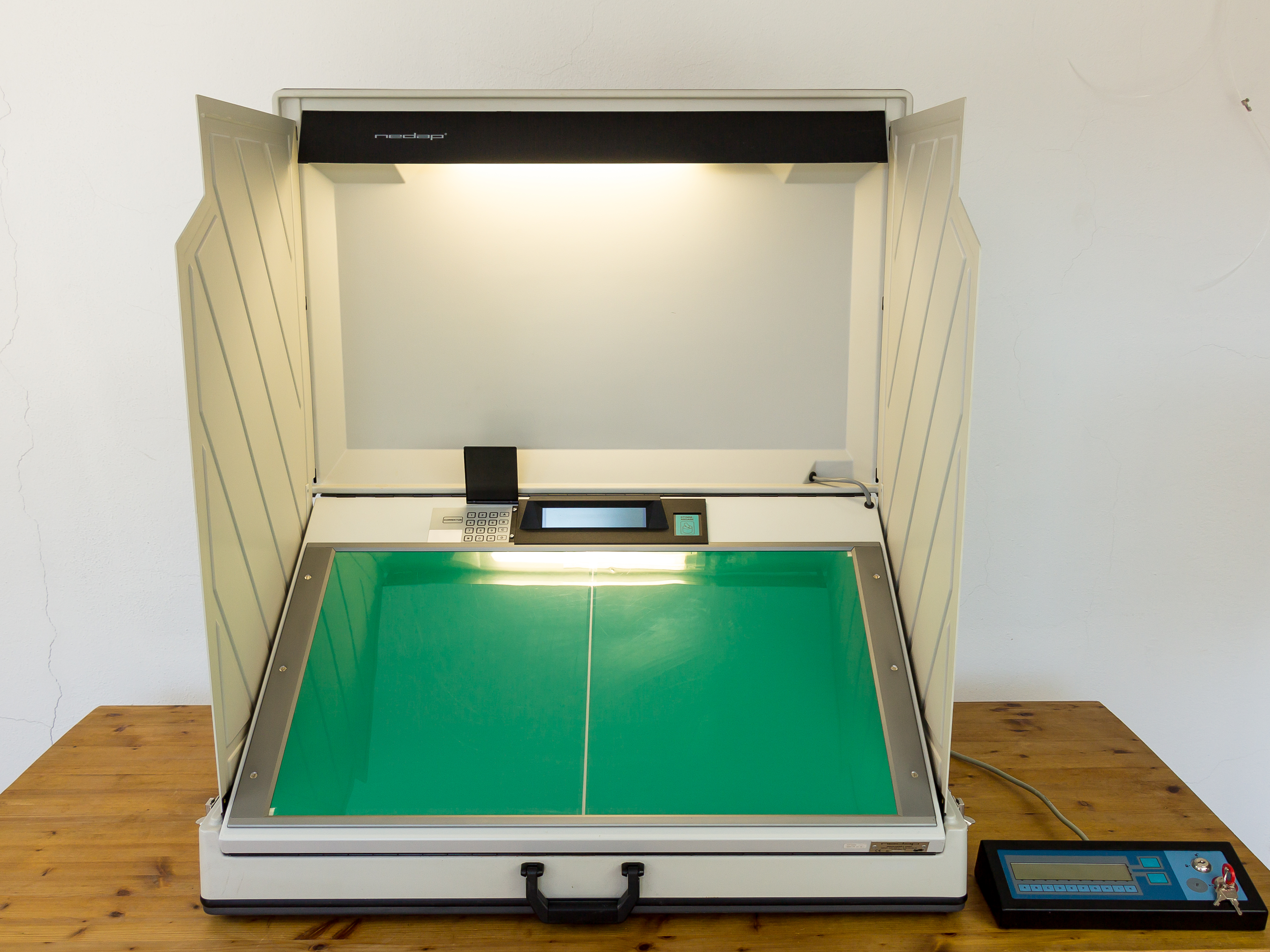
Nedap ESD1

Bei der Bundestagswahl 2005 wurden 2000 Nedap-Wahlmaschinen vom Typ ESD1 und ESD2 eingesetzt. Dies sind derzeit die einzigen Wahlcomputer, für die eine Bauartzulassung für Bundestagswahlen in Deutschland existiert. Die Unterschiede zwischen ESD1, ESD2 und ESD3B beschränken sich auf kleine Details, die dem jeweiligen Wahlrecht angepasst sind, z. B. den Zweitstimmen in Deutschland. Laut dem Prüfbericht der Physikalisch-Technischen Bundesanstalt haben auch alle in Deutschland eingesetzten Wahlcomputer die gleichen Schlüssel (A126, A154 und A348), die von „Wij vertrouwen stemcomputers niet“ kritisiert wurden. Diese sind für ungefähr einen Euro pro Stück unter der Bestellnummer 115140126 erhältlich.
In Deutschland wurden mehrere Wahlprüfungsverfahren gegen den Einsatz von Nedap-Wahlcomputern bei der Bundestagswahl 2005 erhoben, welche seit Februar 2007 vor dem Bundesverfassungsgericht anhängig waren. Eine Entscheidung des Bundesverfassungsgerichts wurde am 3. März 2009 veröffentlicht, wobei der Einsatz der besagten Wahlcomputer für verfassungswidrig erklärt wurde. Ein Wahleinspruch gegen die Kommunalwahlen 2006 in Cottbus wurde zwar abgewiesen, trotzdem entschied sich die Gemeinde 2007 gegen den Kauf von Nedap-Wahlcomputern.
Irland kaufte im Jahr 2003 von Nedap 7500 Wahlmaschinen für 50 Millionen Euro, die derzeit aber wegen Sicherheitsbedenken nicht benutzt werden. In den USA versucht der Nedap Partner Liberty Election Systems die Systeme zu vermarkten.